# Dionysia bryoides
Dionysia bryoides är en viveväxtart som beskrevs av Pierre Edmond Boissier. Dionysia bryoides ingår i dionysosvivesläktet som ingår i familjen viveväxter. Inga underarter finns listade i Catalogue of Life.

## Bildgalleri

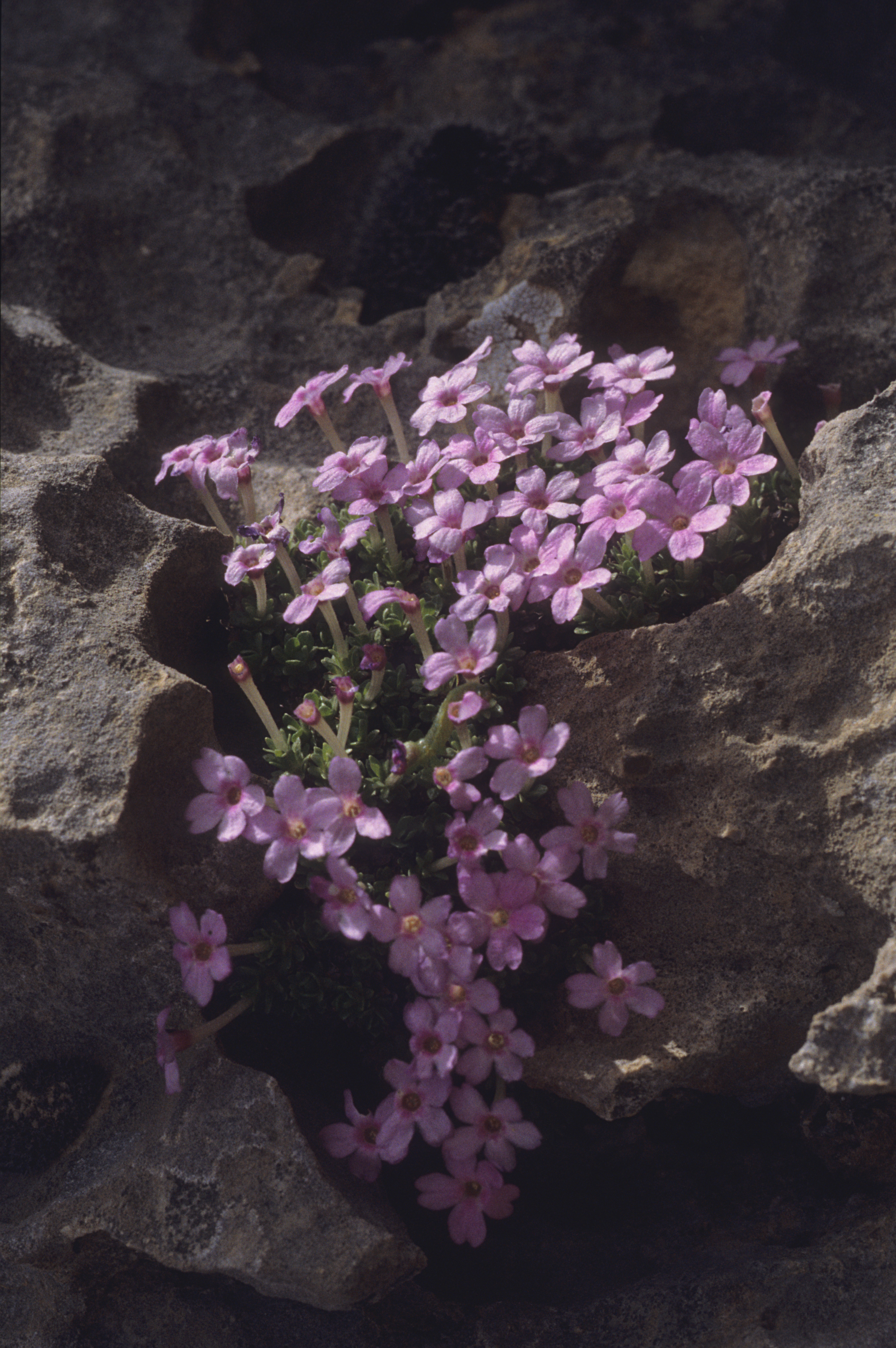
Vildväxande Dionysia bryoides i Iran.
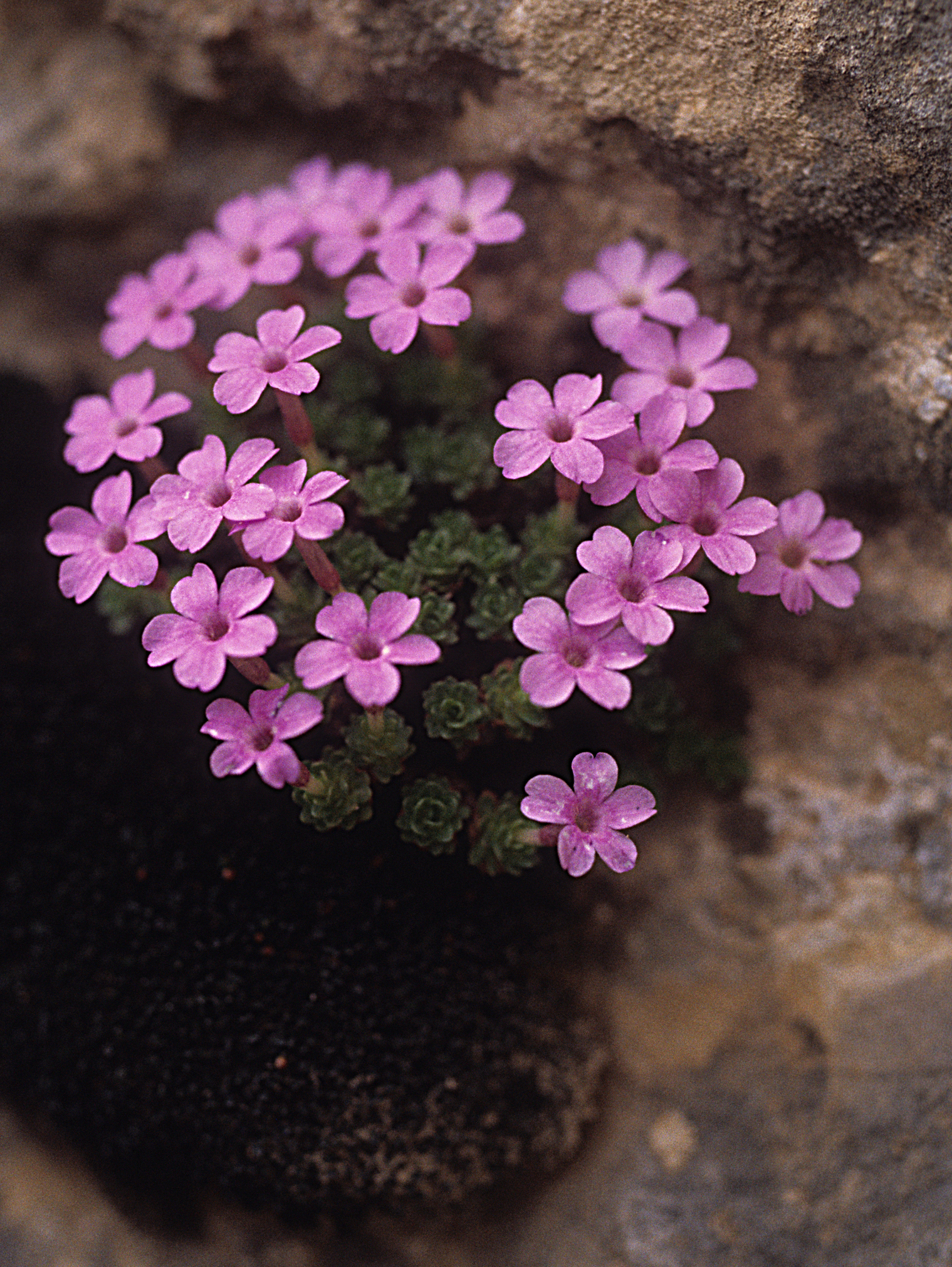
Vild Dionysia bryoides.